# Hiroshi Ōe
Hiroshi Ōe (japanisch 大江 宏; geboren 14. Juni 1913 in der Stadt Akita, Präfektur Akita, Japan; gestorben 3. März 1989 in Tokio) war ein japanischer Architekt der Shōwa-Zeit. Als Pädagoge legte er den Grundstein für die Fakultät Bauwesen an der Hōsei-Universität und förderte viele jüngere Generationen. Er war Mitglied der Japanischen Akademie der Künste und Träger des Ordens der aufgehenden Sonne.

## Leben
Hiroshi Ōe wurde als Sohn eines Baumeisters geboren. Sein Vater Shintaro Ōe (1876–1935) war an der Restaurierung von Nikkō Tōshō-gū und dem Bau des Schatzmuseums des Meiji-Schreins beteiligt. Seine Mutter war Noriko Ōe (geborene Kikuji).

1935–38 studierte Hiroshi Ōe Architektur an der Kaiserlichen Universität Tokio (heute Universität Tokio). Einer seiner Kommilitonen war Kenzo Tange. Hiroshi Ōes Bachelorarbeit befasste sich mit dem "Architektonischen Grundriss". Für seine Abschlussarbeit, den Entwurf eines "Instituts für Kulturelle Studien", erhielt er wie auch Kenzo Tange und Ryuichi Hamaguchi den Tatsuno-Preis (benannt nach dem Architekten Kingo Tatsuno, einem der ersten vier Architekturstudenten der Universität und Japans) der Universität in Bronze.

Nach Abschluss seines Studiums arbeitete er von 1938 bis 1941 im Bildungsministerium in der Abteilung für Denkmalpflege Religiöser Gebäude. 1941 wechselte er zu Mitsubishi Jisho, der Bauabteilung des Mitsubishi-Konzerns, wo er fünf Jahre arbeitete. Neben Fabriken und Wohnheimen entwarf er das „Mitsubishi Stahl Gasthaus“ in Pjöngjang, Korea.

Am 6. Oktober 1941 heiratete er Mari Yamaba.

1946 machte er sich selbständig und gründete zusammen mit seinen beiden jüngeren Brüdern Toru Ōe und Osamu Ōe ein eigenes Architekturbüro.

1948 wurde er Lehrkraft für Bauwesen an der Hōsei Ingenieursschule. Auf Empfehlung von Takashi Hirayama, einem Lehrer an der Schule, schloss er sich den Gründungsmitgliedern des Fachbereichs Bauwesen (Architektur + Bauingenieurwesen) an. 1950 wurde der Fachbereich Bauingenieurwesen an der Fakultät für Ingenieurwissenschaften der Hōsei-Universität eingeweiht, und Hiroshi Ōe wurde zum Assistenzprofessor ernannt. 1953 wurde er zum Professor befördert.

Im März 1954 reiste er nach São Paulo, um den Bau für den Japan-Pavillon anlässlich des 400. Jahrestages der Gründung der Stadt zu überwachen. Im Anschluss reiste er nach Venedig für die Standortauswahl für den Japan Pavillon auf der Biennale. Insgesamt reiste er etwa ein halbes Jahr lang durch 14 Länder in Nord- und Südamerika und Europa.

Von März 1957 bis Februar 1959 war er Vorsitzender der Redaktion der japanischen Architekturzeitschrift „Kenchiku Zasshi“.

1958 wurde er Direktor des AIJ, Architekturinstituts von Japan. 1959 wurde er Direktor von JIA, dem Japanischen Instituts der Architekten, wo er Vorsitzender des Planungsausschusses und Mitglied der Auswahlkomitees des jährlichen Architekturpreises war.

1962 promovierte er zum Doktor der Ingenieurwissenschaften an der Universität Tokio für seine Dissertation „Gründung und Entwicklung einer Universität: Auf der Suche nach einer Philosophie, die die Hochschulplanung leitet“.

1965 unternahm er eine Reise in verschiedene Regionen des Mittelmeerraums und in Länder des Nahen Ostens im Rahmen des Auslandsstudienprogramms der Hōsei-Universität.

1970 wurde er Dekan der Fakultät für Ingenieurwissenschaften der Hōsei-Universität.

1973 wurde er zum Vorsitzenden des Japanischen Instituts der Architekten ernannt, eine Rolle, die er bis 1976 ausübte.

1981 starb seine Mutter.

1984 wurde er Professor emeritus.

Shin Ōe, der älteste Sohn, ist ebenfalls Architekt und Professor emeritus der Hōsei-Universität.

## Architektur

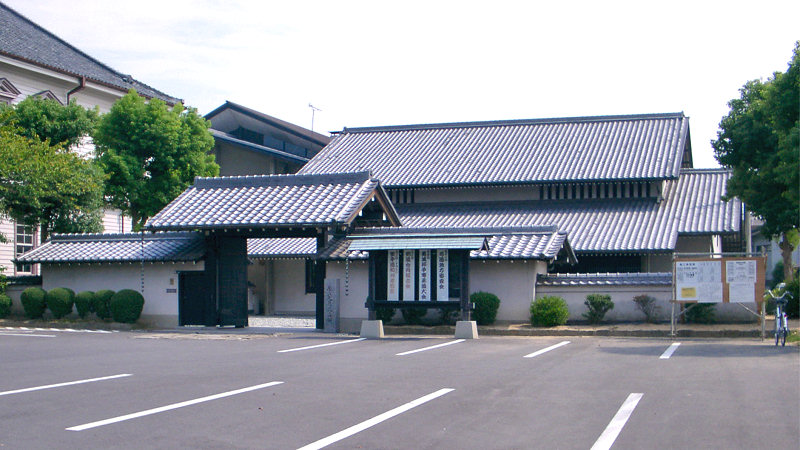
Marugame Kampfkunsthalle in der Präfektur Kagawa

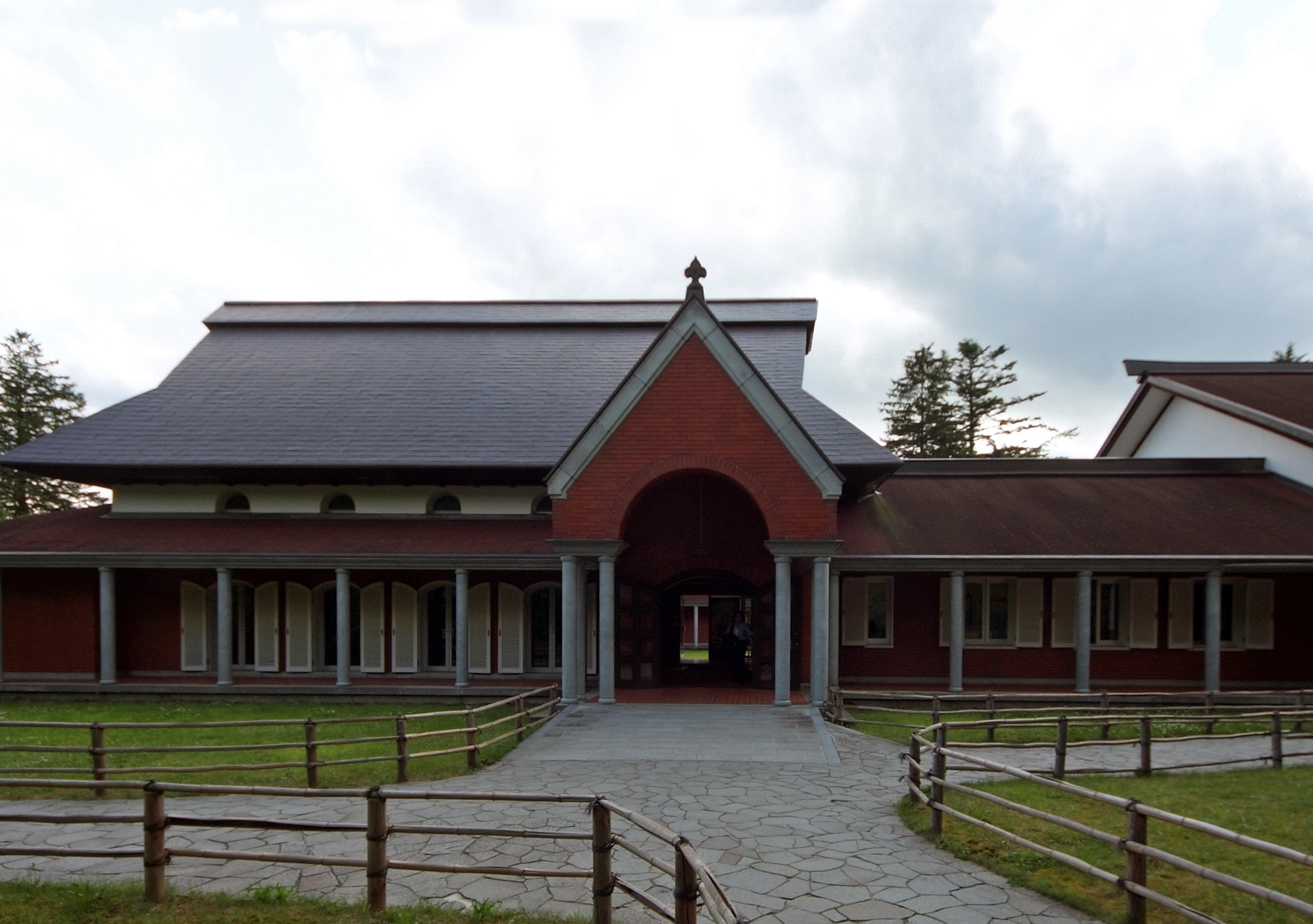
Kakunodate Traditionshalle für Handwerk aus Kirschbaumrinde

Die Entwürfe von Hiroshi Ōe sind geprägt durch eine Überlagerung und Koexistenz von traditionell japanischer Bauweise mit Elementen der Moderne. Zu den wichtigsten Werken zählen die Campusplanung und realisierten Gebäude an der Hōsei-Universität, die Kampfkunsthalle Marugame Budokan, die Mädchenschule Friends School, welche als einer der 100 besten Beispiele der modernen Architektur in Japan durch docomomo registriert ist, und das Nō-Nationaltheater.

## Projekte (Auswahl)
- 1952: Ichigaya Campus der Hōsei-Universität (Tokio)
- 1955: 55'Gebäude der Hōsei-Universität (Tokio)
- 1958: 58'Gebäude der Hōsei-Universität (Tokio)
- 1958: 62'Gebäude der Hōsei-Universität (Tokio)
- 1963: Botschaft von Mexiko in Japan (Tokio)
- 1968: Furendo Gakuen, auch Friends School (Tokio)
- 1970: Japan Pavillon anlässlich der Weltausstellung (Präfektur Osaka)
- 1973: Marugame Budokan (Präfektur Kagawa)
- 1978: Kakunodate Traditionshalle (Präfektur Akita), derzeit Kakunodate Traditionshalle für Handwerk aus Kirschbaumrinde
- 1983: Nō-Nationaltheater (Tokio)
- 1989: Sankei Gedenkhalle (Präfektur Kanagawa)

## Ehrungen und Auszeichnungen (Auswahl)
- 1958: Kunstpreis des Kulturministeriums und AIJ-Preis für Arbeiten an Gebäuden der Hōsei-Universität
- 1960: wurde Ehrenmitglied der mexikanischen Architektenvereinigung; BCS-Preis (Preis des Bauindustrieverbandes Japans) für Gebäude der Hōsei-Universität
- 1974: Mainichi-Kunstpreis für Marugame Budokan
- 1981: Preis der Japanischen Akademie der Künste für Marugame Budokan
- 1985: Orden der aufgehenden Sonne: mittlerer Orden der Aufgehenden Sonne am Band (Kommandeur); BCS-Preis für das Nō-Nationaltheater
- 1988: AIJ-Preis Großer Preis für „eine Reihe von Errungenschaften in Architekturdesign, Architekturtheorie und Architekturausbildung“